# Hendrik I van Namen
Hendrik (ca. 1112 – 14 augustus 1196), bijgenaamd de Blinde, was de zoon van Ermesinde I van Luxemburg en graaf Godfried van Namen. Van zijn vader erfde hij de titel graaf van Namen als Hendrik I en van zijn moeder de titel graaf van Luxemburg als Hendrik IV. Ook was Hendrik heer van Longwy, La Roche-en-Ardenne en Durbuy.
Pas als rijpe man huwde hij aanvankelijk Laureta, dochter van graaf Diederik van de Elzas, de graaf van Vlaanderen. Zij was echter voordien al wel driemaal gehuwd en recent gescheiden van Hendrik II van Limburg, huwelijk dat werd ontbonden in 1162. Dit eerste huwelijk bleef kinderloos en eindigde in een echtscheiding. In 1171 huwde hij Agnes van Gelre, dochter van graaf Hendrik I van Gelre.
Hendrik voerde veel oorlogen met zijn buurlanden Loon, Luik en Vlaanderen. Daardoor werd hij een machtig vorst. Toch verloor hij aan het eind van zijn regeerperiode de controle over Namen aan Henegouwen. In 1140 raakte hij in strijd met Adalbero, de bisschop van Luik, en plunderde hij de stad Fosse. In 1144 sloot hij vrede met de bisschop. In 1169 begon Godfried I van Brabant een oorlog tegen Hendrik, die gesteund werd door de graaf van Henegouwen en zijn zoon. De jonge Boudewijn V van Henegouwen kwam later zijn oom Hendrik van Namen te hulp in diens strijd tegen de hertog van Limburg.
De blinde en kinderloze graaf Hendrik had Boudewijn I van Namen (ook wel Boudewijn de Moedige genoemd), de zoon van Boudewijn IV van Henegouwen tot zijn erfgenaam gekozen. Nadien vormde zijn echtscheiding schijnbaar een nog grotere verzekering voor de Naamse erfenis ten gunste van Boudewijn. Nadat Hendrik echter hertrouwde met Agnes van Gelre, dochter van graaf Hendrik I van Gelre, kreeg hij op late leeftijd alsnog een kind, namelijk Ermesinde, die hij snel verloofde met de graaf van Champagne. Deze gebeurtenissen zorgden voor een conflict tussen Namen en Henegouwen. Keizer Frederik I van het Heilige Roomse Rijk kwam tussenbeide en kende Namen aan Boudewijn toe. Hendrik begon daarop een oorlog tegen Henegouwen, maar deze oorlog werd door Boudewijn gewonnen. Daardoor werd Boudewijn I van Namen in 1190 door de keizer tot markgraaf en rijksvorst verheven, terwijl Hendrik werd gedwongen zich te verzoenen met Boudewijn.
Bij zijn dood op 14 augustus 1196 werd Hendrik in Luxemburg opgevolgd door zijn dochter Ermesinde, maar keizer Hendrik VI, duidde zijn broer Otto aan als graaf van Luxemburg.

## Voorouders
| Voorouders van Hendrik I van Namen | Voorouders van Hendrik I van Namen                                        | Voorouders van Hendrik I van Namen                                        | Voorouders van Hendrik I van Namen                                           | Voorouders van Hendrik I van Namen                                           | Voorouders van Hendrik I van Namen                                           | Voorouders van Hendrik I van Namen                                           | Voorouders van Hendrik I van Namen                                      | Voorouders van Hendrik I van Namen                                      |
| ---------------------------------- | ------------------------------------------------------------------------- | ------------------------------------------------------------------------- | ---------------------------------------------------------------------------- | ---------------------------------------------------------------------------- | ---------------------------------------------------------------------------- | ---------------------------------------------------------------------------- | ----------------------------------------------------------------------- | ----------------------------------------------------------------------- |
| Overgrootouders                    | Giselbert van Luxemburg (1007-1059) ∞ ? (-)                               | Giselbert van Luxemburg (1007-1059) ∞ ? (-)                               | Willem VII van Aquitanië (1023-1058) ∞ Ermesinde van Lotharingen (1025-1058) | Willem VII van Aquitanië (1023-1058) ∞ Ermesinde van Lotharingen (1025-1058) | Albert II van Namen (1000-1064) ∞ 1035 Regelindis van Lotharingen (994-1064) | Albert II van Namen (1000-1064) ∞ 1035 Regelindis van Lotharingen (994-1064) | Bernhard II van Saksen (990-1059) ∞ Eilika van Schweinfurt (1005-1059)  | Bernhard II van Saksen (990-1059) ∞ Eilika van Schweinfurt (1005-1059)  |
| Grootouders                        | Koenraad I van Luxemburg (1040-1086) ∞ Clementia van Poitiers (1045-1142) | Koenraad I van Luxemburg (1040-1086) ∞ Clementia van Poitiers (1045-1142) | Koenraad I van Luxemburg (1040-1086) ∞ Clementia van Poitiers (1045-1142)    | Koenraad I van Luxemburg (1040-1086) ∞ Clementia van Poitiers (1045-1142)    | Albert III van Namen (1035-1102) ∞ Ida van Saksen (ca. 1035-1107)            | Albert III van Namen (1035-1102) ∞ Ida van Saksen (ca. 1035-1107)            | Albert III van Namen (1035-1102) ∞ Ida van Saksen (ca. 1035-1107)       | Albert III van Namen (1035-1102) ∞ Ida van Saksen (ca. 1035-1107)       |
| Ouders                             | Ermesinde I van Namen (1080-1143) ∞ 1109 Godfried van Namen (1067-1139)   | Ermesinde I van Namen (1080-1143) ∞ 1109 Godfried van Namen (1067-1139)   | Ermesinde I van Namen (1080-1143) ∞ 1109 Godfried van Namen (1067-1139)      | Ermesinde I van Namen (1080-1143) ∞ 1109 Godfried van Namen (1067-1139)      | Ermesinde I van Namen (1080-1143) ∞ 1109 Godfried van Namen (1067-1139)      | Ermesinde I van Namen (1080-1143) ∞ 1109 Godfried van Namen (1067-1139)      | Ermesinde I van Namen (1080-1143) ∞ 1109 Godfried van Namen (1067-1139) | Ermesinde I van Namen (1080-1143) ∞ 1109 Godfried van Namen (1067-1139) |
| Hendrik I van Namen (1112-1196)    |                                                                           |                                                                           |                                                                              |                                                                              |                                                                              |                                                                              |                                                                         |                                                                         |